# Aftakkingskanaal naar Hasselt

Vandermaelenkaart (1846-1854) met daarop het "aftakkingskanaal naar Hasselt" aangeduid.

Het Aftakkingskanaal naar Hasselt is een historisch kanaal dat tussen Dessel en Hasselt werd gegraven. Het was zo'n 45 km lang.
Het begon in het verlengde van het Aftakkingskanaal naar Turnhout en eindigde in de kanaalkom van Hasselt. De aanleg werd begonnen op 25 april 1854 en voltooid in 1858. Het is een van de verschillende kanalen die ontworpen zijn door ingenieur Kümmer en geen sluizen hebben. Het kanaal volgde namelijk de 30 m hoogtelijnen rond het Demer- en Netebekken.
Vooral hout werd getransporteerd en later ook steenkool die vanaf 1917 in Midden-Limburg werd ontgonnen. In de jaren '20 werd er een Kolenafvoerkanaal gepland tussen Beringen en Eisden, maar dat kwam er niet vanwege de instabiele grond. De alternatieve route in het zuiden werd gebruikt voor het Albertkanaal. Omdat het kanaaldeel tussen Hasselt en Kwaadmechelen geen sluizen telde, werd dit mits verbreding eveneens opgenomen in het Albertkanaal.
Het Aftakkingskanaal naar Hasselt was vooral belangrijk voor de Steenkoolmijn van Beringen, die hierlangs een grote steenkoolhaven aanlegde. Het 15,8 km lange deel van Kwaadmechelen naar Dessel is belangrijk voor het transport van zand uit Noord-Limburg en werd daarom verbreed in 1951 tot een capaciteit van 1.350 ton.